# Куксенко Богдан Едуардович
Богдан Едуардович Куксенко (нар. 11 лютого 1996, Харцизьк, Донецька область, Україна) — український футболіст.

## Клубна кар'єра

### Ранні роки
Народився в місті Харцизьк Донецької області. Вихованець дитячо-юнацької академії донецького «Олімпіка», у футболці якого виступав з 2008 по 2009 рік. Окрім донеччан у ДЮФЛУ також виступав за футбольну команду столичного Олімпійського коледжа імені Івана Піддубного (2010) та харківський «Металіст». У 2011 році переведений до юніорської команди «Металіста» (U-19), також залучався й до матчів молодіжної команди.
В 2014 році перейшов до «Шахтаря», але виступав виключно за юніорський та молодіжний склад «гірників». 23 лютого 2015 року дебютував за «Шахтар» в Юнацькій лізі в нічийному (1:1) домашньому матчі проти грецького «Олімпіакоса». Богдан вийшов на поле в стартовому складі та відіграв увесь матч.
9 вересня 2016 року був заявлений за «Металіст 1925», який виступав у аматорському чемпіонаті України. Проте в тому ж місяці покинув харківський клуб, не зігравши за нього жодного матчу.

### «Таврія» (Сімферополь)
21 вересня 2016 року перейшов до іншого колективу аматорського чемпіонату України, «Таврії». До завершення сезону 2016/17 років зіграв 16 матчів (1 гол) в аматорському чемпіонаті України. На професіональному рівні дебютував за сімферопольців 27 липня 2017 року в переможному (2:1) домашньому поєдинку 2-го попереднього раунду кубку України проти вінницької «Ниви-В». Куксенко вийшов на поле в стартовому складі, а на 46-й хвилині його замінив Владислав Жавко. У Другій лізі України дебютував 22 липня 2017 року в переможному (3:2) домашньому поєдинку 1-го туру групи «Б» проти петрівського «Інгульця-2». Богдан вийшов на поле в стартовому складі та відіграв увесь матч. Дебютним голом у професіональному футболі відзначився 22 квітня 2018 року на 74-й хвилині (реалізував пенальті) переможного (4:0) виїзного поєдинку 26-го туру групи «Б» Другої ліги проти миколаївського «Суднобудівника». Куксенко вийшов на поле в стартовому складі та відіграв увесь матч, а на 69-й хвилині отримав жовту картку. За півтора сезони, проведені на професіональному рівні в «Таврії», зіграв 46 матчів (4 голи) у Другій лізі, ще 5 матчів (1 гол) провів у кубку України. 9 лютого 2019 року залишив розташування сімферопольського клубу.

### МФК «Миколаїв»
20 лютого 2019 року перейшов у «Миколаїв». У футболці «корабелів» дебютував 2 квітня 2019 року в програному (1:2) виїзному поєдинку 18-го туру Першої ліги України проти зорянських «Балкан». Куксенко вийшов на поле на 46-й хвилині, замінивши Євгена Зарічнюка. Дебютним голом у новому колективі відзначився 28 липня 2019 року, за «Миколаїв-2» на 90+2-й хвилині переможного (2:1) домашнього поєдинку 1-го туру групи «Б» Другої ліги проти краматорського «Авангарду-2». Богдан вийшов на поле на 46-й хвилині, замінивши Владислава Рослякова. Дебютними м'ячами за першу команду «корабелів» відзначився 10 листопада 2020 року на 22-ій та 60-ій хвилинах переможного (4:0) виїзного поєдинку 12-го туру Першої ліги проти «ВПК-Агро». Куксенко вийшов на поле в стартовому складі та відіграв увесь матч.

## Кар'єра в збірній
Вперше отимав міжнародний виклик до юнацької збірної України (U-16) від головного тренера Олександра Головка на навчально-тренувальний збір, який стартував 29 березня 2012 року (підготовчий етап до міжнародного турніру в Бельгії, який повинен був відбутися з 5 по 9 березня того ж року). Наприкінці квітня 2012 року отримав виклик до юнацької збірної України (U-16) на міжнародний турнір Меморіал Баннікова, на якому дебютував 2 травня 2012 року в переможному (3:1) поєдинку проти однолітків з Туреччини. Богдан вийшов на поле в стартовому складі та відіграв увесь матч. Також відіграв усі 90 хвилині в переможному (3:0) поєдинку проти Словаччини.
Отримав перший виклик до юнацької збірної України (U-17) від головного тренера Олександра Головка на навчально-тренувальний збір, який стартував 22 серпня 2012 року (підготовчий етап до турніру Syrenka Cup у Польщі, який проходив з 28 по 31 серпня того ж року). Дебютував за збірну 30 жовтня 2012 року в переможному (3:1) товариському матчі проти однолітків з Грузії. Куксенко вийшов на поле в стартовому складі, а на 41-й хвилині його замінив Ігор Яровой. Зіграв 2у 2-ох переможних матчах на міжнародному турнірі в Білорусі, проти Молдови та Латвії. Після цього отримав виклик до юнацької збірної України на еліт-раунд чемпіонату Європи U-17. 26 березня 2013 року в переможному (5:1) поєдинку проти Естонії відзначився своїм єдиним голом на міжнародному рівні (48-ма хвилина, реалізував пенальті). У кваліфікації до чемпіонату Європи 2013 українці потрапили до групи Б, де Богдан зіграв у всих трьох програних матчах проти Росії (0:3), Італії (1:2) та Хорватії (1:2). Загалом у складі збірної U-17 зіграв 9 матчів, в яких відзначився 1 голом.
26 грудня 2013 року у складі юнацької збірної України (U-18) розпочав підготовку до Меморіалу Валентина Гранаткіна, який проходив у Санкт-Петербурзі з 4 січня 2014 року. Дебютував на турнірі 4 січня в програному (0:1) поєдинку проти однолітків з Туреччини. Богдан вийшов на поле в стартовому складі та відіграв увесь матч. На вище вказаному турнірі зіграв у ще трьох матчах, проти Латвії, Чехії та Фінляндії. Загалом за команду U-18 зіграв 4 матчі.
У 2015 році виступав за юнацьку збірну України (U-19).

## Досягнення
«Шахтар» U-19 (Донецьк)
- Чемпіонат U-19 України
  -  Чемпіон: 2014/15

- Юнацька ліга УЄФА
  -  Фіналіст: 2014/15